# Pont romain de Céreste
Le pont romain de la Baou est un pont situé à Céreste, sur l'Encrême, en France.

## Localisation
Le pont est situé sur la commune de Céreste, dans le département français des Alpes-de-Haute-Provence.

## Historique
Le pont n'a rien de romain. Ce terme de romain provient peut-être d'une confusion avec le pont de Céreste sur l'Aiguebelle, sur la RN 100, qui est situé sur l'itinéraire de la voie Domitienne (Via Domitia), entre Apt et Alaunium (Chapelle Notre-Dame-des-Anges de Lurs). Il existe en effet, à côté de ce pont les vestiges d'un pont romain récemment mis au jour.

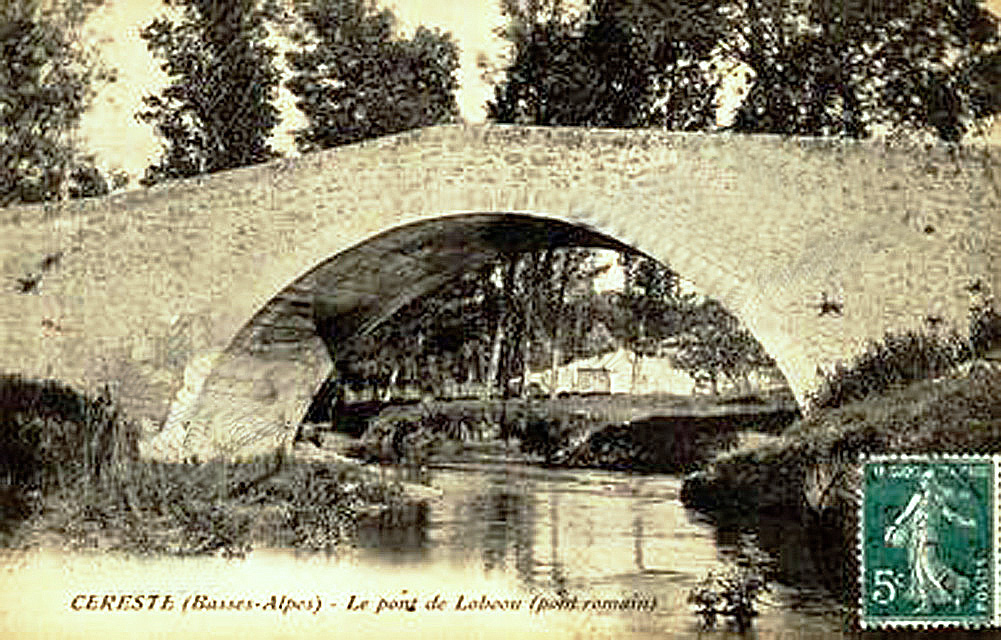
Le pont romain au début du XXe siècle.

En 1739, une délégation est « à Céreste lès Leberons ... sur le bord du torrent dit Lencrême, à l'endroit appelé Labau pour examiner s'il était nécessaire d'y faire construire un pont ; ayant apris que ce chemin qui traverse le dit torrent était fort fréquenté et allait à divers villages circonvoisins et aux marchés de Pertuis, et que les inondations de ses eaux très fréquentes en empêchaient le plus souvent le passage, nous aurions estimé qu'il convenait d'y faire jetter un pont pour la commodité du public ... et tout de suite nous en aurions fait dresser un devis par ledit sieur Vallon (Georges Vallon, ingénieur de la province), montant à la somme de onze cent cinquante livres, ce qui n'excédant pas les contingents de la viguerie et celuy de la communauté dudit Céreste, nous l'aurions mandé aux consuls de Forcalquier, chef de la viguerie, pour le faire mettre aux enchères ... ».
Les travaux sont confiés à « Pierre Terras, maçon de la ville de Reillanne », le 4 janvier 1740. Les fondations sont visitées le 6 septembre 1740. Le pont réalisé sur les plans de Georges Vallon, a dû être terminé en 1740.
L'édifice est classé au titre des monuments historiques en 1862.

## Caractéristiques principales
- longueur : 19 m
- ouverture de l'arche : 10,26 m
- hauteur de l'arche : 4,5 m
- largeur : 3,95 m